# Zračno pristanište Otočac
Danas se Aerodrom Otočac koristi za slijetanje manjih sportskih zrakoplova, a redovno se koristi i u svrhu zajedničkih vježbi Hrvatskog ratnog zrakoplovstva i Vatrogasne zajednice Ličko-senjske županije u vidu obuke vatrogasaca za helikoptersko desantiranje. Također, 2011. je u par navrata na LDRO sletio Air Tractor AT-802 Hrvatskog ratnog zrakoplovstva uzimajući vodu u svrhu gašenja šumskog požara u mjestu Kosinj.
Travnata uzletno-sletna staza duljine je 1600 m i širine 30 m.

## Douglas DC-3
Glavna atrakcija otočkog aerodroma je svakako avion Douglas DC-3 izložen na ulazu u zračnu luku. 
Radi se o transportnom avionu bivšeg JRZ-a ev. broja 71255 koji je na otočki aerodrom sletio 1977. a proizveden je davne 1944. Od propadanja i daljnje devastacije spašen je 2015. kada je skupina entuzijasta i članova Aerokluba "Krila Gacke" krenula s obnovom aviona, a je isti podignut na čelična postolja te mu je obnovljena limarija i uređena unutrašnjost. Projekt je potpomognut financijskim sredstvima Grada Otočca. 

Na aerodromu se također nalaze dva aviona Republic F-84 Thunderjet prevezena iz nekadašnje Zračne luke Bihać koji će uz spomenuti DC-3 sačinjavati svojevrsni muzej zrakoplovstva, a planu je i dovesti dva protuzračna topa te jedan otpisani Mig-21 Hrvatskog ratnog zrakoplovstva. 